# III. Tukulti-apil-ésarra
III. Tukulti-apil-ésarra (uralkodott Kr. e. 745 – Kr. e. 727) az Újasszír Birodalom egyik jelentős uralkodója volt, aki a mintegy 60 éven át tartó stagnálásból kivezette Asszíriát, elindítva a birodalmat a legnagyobb, egyben legutolsó virágkor felé. A Biblia ószövetségi könyveiben Tiglat-Pileszer, Tiglat-Pilészár, Tiglatpilezer néven szerepelt. Babilon királyaként trónneve Púlu volt.

## Bitorló a trónon
Kr. e. 746-ban, nem sokkal III. Tukulti-apil-Ésarra trónra lépése előtt lázadás tört ki V. Assur-nirári asszír király ellen. Bár az események pontos menete nem ismert, ezt követően került hatalomra az új király, akinek származásáról feliratai hallgatnak – ahol említést tesznek róla, ott az ekkor már mintegy negyven éve halott III. Adad-nirárit jelölik meg apjaként. Valószínűsíthető azonban, hogy Tukulti-apil-Ésarra magas rangú katonatisztből lett trónbitorlóvá.

## Reformok
III. Tukulti-apil-ésarra idején vált az Újasszír Birodalom „hálózati birodalomból” igazi territoriális államalakulattá. Urartui mintára megszüntette a korábbi nagy tartományokat, és az új provinciák élére inkább eunuchokat nevezett ki, hogy garantálja hűségüket. Mi több, a hadsereget is jelentősen átszervezte. A történelem folyamán először állt fel állandó haderő (az ún. kiszir sarrúti), amelyet több hadseregre bontva több hadszíntéren lehetett bevetni. A király értelemszerűen csak az egyik sereget vezethette, ám a többi irányításáról is ő döntött. Hogy minden zökkenőmentesen működjön, rendkívül fejlett „vezérkar” alakult ki.
Tukulti-apil-ésarra idején harcászati jellegű újítások is történtek. A lovasság önálló fegyvernemmé vált, kitörve korábbi felderítőszerepéből. Kusból hozatott lovakat és lótenyésztőket a főváros, Kalhu környékére, hogy a hadseregben elterjessze az erős, robusztus kusita lovakat, amelyek ekkoriban az egész Közel-Keleten népszerűek voltak. A még mindig tömegesen használt harci kocsikat ebben az időben nagyobb, masszívabb, több küllővel megerősített kerekekkel és nagyobb védművekkel látták el, így a korábbi íjászhordozás mellett alkalmassá váltak arra, hogy – főleg kerékre szerelt pengékkel ellátva – az ellenséges gyalogság soraiban – a szó eredeti, mezőgazdasági értelmében – „rendet vágjanak”. Az asszír hadsereg legyőzhetetlenné, az Újasszír Birodalom pedig ellenfél nélküli szuperhatalommá vált.
Stratégiai és gazdasági szempontjából volt jelentős, hogy felújították a tömeges deportálások korábban is alkalmazott rendszerét. Tukulti-apil-Ésarra idején több, mint 400 000 deportált káldról, arámiról, médről és más nemzetiségűről van tudomásunk, de sok deportálás számadatai nem ismertek.

## Sumer és Akkád királya
Az új király mindjárt uralkodása kezdetén délre, a kisebb-nagyobb mértékben függő helyzetű Babilónia földjére irányította seregét. Itt legyőzte a helyi arámi törzseket, majd Dúr-Kurigalzu, Szippar, Babilon, Borszippa és Kúta érintésével egészen az Alsó-tengerig (Perzsa-öböl) elhatolt. Ez utóbbi három városban átvette a csak babiloni királyoknak járó áldozati ajándék-maradványokat, és felvette a „Sumer és Akkád királya” címet. Mindemellett érdekes módon meghagyta a trónján Nabú-nászirt (Kr. e. 747 – Kr. e. 734).

## Északi és nyugati hadjáratok

Aszíria és a szomszédos területek térképe

Tukulti-apil-ésarra figyelme ezután nyugat és észak felé fordult. Felhagyva az elődei által követett gyakorlattal, az Eufráteszen túl eső területeket is betagozta birodalmába, nem elégedett meg a rendszeres sarcszedéssel. Ilyen körülmények között kellett szembenéznie Urartu és számos szíriai-anatóliai város (Gurgum, Kumaha – a későbbi Kommagéné –, és Arpad) koalíciójával, amelynek élén Mati-ilu, Arpad királya és az urartui uralkodó, II. Szarduri állt. Kr. e. 743-ban Kumahánál hatalmas vereséget mért ellenfeleire, II. Szarduri urartui, Kustaspi kumahai és Tarhulara gurgumi király seregére. Az asszír uralkodó egészen fővárosáig, a Van-tó mellett fekvő Tuspáig üldözte II. Szardurit, ahol a kapuk előtt újabb győzelmet aratott. Haragjának következő áldozata Arpad lett, amelyet három évi szakadatlan ostrom után Kr. e. 741-ben porig rombolt.
Következő nyugati hadjáratára i. e. 738-ban került sor a szíriai és föníciai térségben, elfoglalva többek között Šộba Aramû (Damaszkusz) és Unqi városait. Unqi asszír tartománnyá vált utolsó királya, Tutammu halálával. A terület nagy részét – egészen a Földközi-tengerig – asszír tartományokká szervezte, de továbbra is számos kis vazallust tartott fenn a határok mentén, így a különböző arámi és újhettita államocskákat a Torosz-hegységben és Szíriában (Hatti (Kargamis), Meliddu, Que, Szamal), Fönícia és Kánaán területén (Türosz, Büblosz, Izrael) és az arabok lakta oázisokban (például Téma és Szaba).
A következő éveket Urartu hatalmának a visszaszorításával töltötte, a Kr. e. 735-ös hadjárat nagy sikerrel zárult. Ezután Kr. e. 734-ben a filiszteus városok és a Földközi-tenger keleti partvidékének déli része (Júda, Ammón, Edóm, Moáb stb.) ellen fordult. Gáza elfoglalása után attól valamivel délre kereskedelmi telepet (bít-kári) alapított, amivel ellenőrzése alá vonta a Gázába Egyiptom (és így Afrika), Arábia és Fönícia (Via Maris) felől befutó kereskedelmi útvonalakat. Gáza elfoglalásakor az ott uralkodó Hanunu Alsó-Egyiptomba menekült, de valószínűleg ott nem mertek neki támogatást nyújtani, ezért visszatért, és visszaülhetett Gáza trónjára.
A következő évben lázadás tört ki Damaszkusz és Izrael vezetésével, az ún. szír-efraimita háború. A lázadásba be akarták vonni Júda királyát, Áházt is, de ő elutasította a részvételt, mire a lázadók megostromolták Jeruzsálemet. Áház segítséget kért Tukulti-apil-Ésarrától, aki ostromgyűrűt vont Damaszkusz köré, kiéheztette, majd Kr. e. 732-ben elfoglalta, és az uralkodó Rahianut (a bibliai Recint) kivégeztette. Damaszkusz központtal Arámból provinciát szervezett. Izrael csak úgy tudta mindezt elkerülni, hogy Hóseás meggyilkotatta Pekahot és maga ült a trónjára, de az asszírok elcsatolták Izrael északi területeit. Tukulti-apil-Ésarra ezután legyőzte a koalíció arab szövetségeseit, Szamszi királynőt és egy arab törzset, az Idi-bi'ilit tette meg Egyiptom kapujának őrévé.
Ezzel az asszír seregek közvetlenül fenyegették Alsó-Egyiptomot, ahol abban az időben több dinasztia is uralkodott, míg Felső-Egyiptom a kusita Piankhi fáraó (XXV. dinasztia) uralma alatt állt – a kusita lótenyésztő kapcsolatokból valószínűsíthető, hogy ő diplomáciai viszonyban és jó kapcsolatban állhatott III. Tukulti-apil-ésarrával.

## Pulu, Babilónia királya
Nabú-nászir fiát és utódját kétévnyi uralkodás után Kr. e. 732-ben elűzték. A hatalmat egy kháld sejk szerezte meg, ám Tukulti-apil-Ésarra hamarosan megbuktatta a bitorlót, és a kháldok meghódoltak az asszír királynak. Ő úgy vélte, hogy a leghelyesebb az lenne, hogy a vallási és kulturális szempontból Asszíriában mindig is felsőbbrendűnek tekintett, ám katonai szempontból gyenge Babilónia feletti uralmat személyesen gyakorolná. Hátralevő két évében, Kr. e. 728-ban és Kr. e. 727-ben így ő vette át az újévi ajándékokat, azaz legitim babiloni király lett. Trónnévként feltehetően eredeti, asszír királyság elnyerése előtti nevét, a Pulut használta.
Ezt a gyakorlatát fia és utódja, a rövid ideig regnáló V. Sulmánu-asarídu folytatta, ő Ulúlajú néven lépett trónra Babilóniában.